# Seenkette Drüsensee bis Gudower See mit angrenzenden Wäldern u.a.
Seenkette Drüsensee bis Gudower See mit angrenzenden Wäldern u.a. este o arie protejată (arie specială de conservare — SAC, sit de importanță comunitară — SCI) din Germania întinsă pe o suprafață de 459 ha, integral pe uscat.

## Localizare
Centrul sitului Seenkette Drüsensee bis Gudower See mit angrenzenden Wäldern u.a. este situat la coordonatele 53°34′39″N 10°43′57″E / 53.5775°N 10.7325°E.

## Înființare
Situl Seenkette Drüsensee bis Gudower See mit angrenzenden Wäldern u.a. a fost declarat sit de importanță comunitară în septembrie 2004 pentru a proteja 7 specii de animale. Situl a fost protejat și ca arie specială de conservare în ianuarie 2010.

## Biodiversitate
Situată în ecoregiunea continentală, aria protejată conține 13 habitate naturale: Ape puternic oligomezotrofe cu vegetație bentonică cu Chara spp., Lacuri eutrofice naturale cu vegetație de tip Magnopotamion sau Hydrocharition, Lacuri și iazuri distrofice naturale, Cursuri de apă de la nivel de câmpie la nivel montan, cu vegetație Ranunculion fluitantis și Callitricho-Batrachion, Pajiști cu Molinia pe soluri calcaroase, turboase sau argilos-nămoloase (Molinion caeruleae), Liziere de ierburi înalte hidrofile de câmpie și de nivel montan până la alpin, Mlaștini turboase de tranziție și turbării mișcătoare, Mlaștini calcaroase cu Cladium mariscus și specii de Caricion davallianae, Păduri de fag Luzulo-Fagetum, Păduri de fag Asperulo-Fagetum, Păduri acidofile de stejar bătrân cu Quercus robur pe câmpii nisipoase, Mlaștini împădurite, Păduri aluvionare cu Alnus glutinosa și Fraxinus excelsior (Alno-Padion, Alnion incanae, Salicion albae).
La baza desemnării sitului se află mai multe specii protejate:
- păsări (1): pescăruș albastru (Alcedo atthis)
- mamifere (1): vidră de râu (Lutra lutra)
- nevertebrate (3): Osmoderma eremita Complex, Vertigo angustior, Vertigo moulinsiana
- pești (2): Cobitis taenia Complex, cicar (Lampetra planeri)

Pe lângă speciile protejate, pe teritoriul sitului au mai fost identificate 7 specii de mamifere.